# SaudiGulf Airlines
SaudiGulf Airlines (em árabe: السعودية الخليجية) é uma companhia aérea saudita com sede em Damã.
É propriedade do Grupo Al Qahtani e se tornou a terceira companhia aérea internacional do país, depois da Saudia e da Flynas.

## História
SaudiGulf Airlines foi fundada em 2013 por Abdel Hadi Abdullah Al-Qahtani e a Sons Group of Companies. A companhia aérea recebeu seu Certificado de Operador Aéreo em 22 de junho de 2016 e iniciou as operações em 29 de outubro de 2016 com voos entre Damã e Riade.

## Frota
A frota da SaudiGulf Airlines consiste nas seguintes aeronaves (Janeiro de 2021):
| Aeronaves       | Em Serviço | Ordens | Passageiros | Notas |
| --------------- | ---------- | ------ | ----------- | ----- |
| Airbus A320-200 | 4          | –      | 136         |       |
| Airbus A320neo  | –          | 10     | TBA         |       |
| Total           | 4          | 10     |             |       |